# Polypodium cincinalis
Polypodium cincinalis là một loài dương xỉ trong họ Polypodiaceae. Loài này được Guldenst. mô tả khoa học đầu tiên..
Danh pháp khoa học của loài này chưa được làm sáng tỏ. 